# Salmanassar III

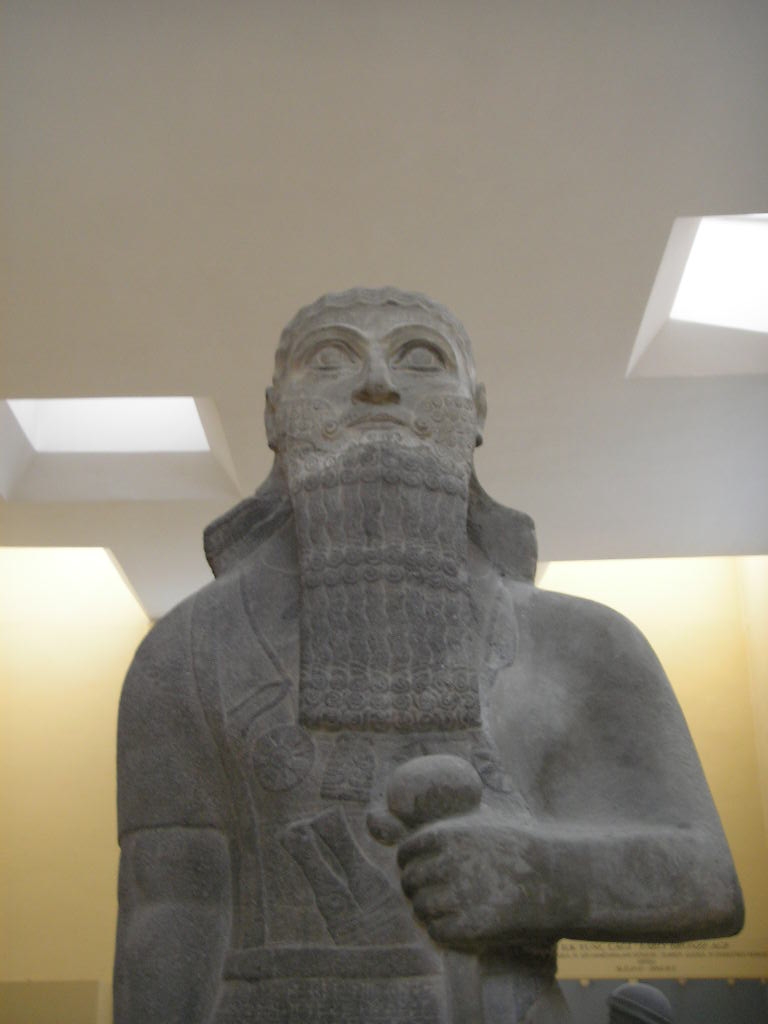
Staty över Salmanassar III (från Assur).

Salmanassar III var kung över Assyrien från 858–824 f.Kr. Han efterträdde sin far Assurnasirpal II.
Han besegrade 853 i slaget vid Qarqar ett förbund av ett dussin kungar, däribland Achav av Israel, en händelse som inte är nämnd i Bibeln. Senare visade Salmanassar på den svarta obelisken hur kungar underkastar sig för honom, däribland Jehu 841. Dessa datum är viktiga för tidfästandet av Israels kungar.

## Kampanjer
Salmanassar III inledde sitt välde med en utdragen kampanj mot kungadömet Urartu som växt sig starkt norr om Assyrien. 858 f.Kr. skall han ha intagit och plundrat Sugunia och 853 f.Kr. gick Araškun samma öde till mötes. Båda städerna hade varit Urartiska huvudstäder och rikets huvudstad flyttades nu till Tushpa. Efter att ha intagit och bränt Araškun vände Salmanassar mot Levanten istället där en koalition av 11 riken slutit sig samman mot honom. I Levanten mötte den assyriska armén koalitionen i slaget vid Karkar vars utfall är okänt men Salmanassar skulle tvingas genomföra flera kampanjer mot området efter slaget. 851 f.Kr. skedde ett uppror i Assyriens babyloniska territorier under Marduk-bēl-ušate och Salmanassar vände därmed sin fokus mot Babylon. Den babyloniska kampanjen pågick i två år innan Marduk-bēl-ušate slutligen stupade. 
841 f.Kr. utfördes nya kampanjer mot Aram-Damaskus som nu styrdes av kung Hazael (son till Hadadezer som lett koalitionen i krig mot Assyrien i slaget vid Karkar). Hazael tvingades ta skydd i Damaskus som belägrades. Belägringen misslyckades och istället plundrade Salmanassar rikets landsbygd. De assyriska plundringarna fick många av de närliggande rikena att börja betala tribut till Assyrien, däribland Kung Jehu av Israel. 
836 f.Kr. utförde Salmanassar en kampanj mot Tabal följt av en kampanj mot Kappadokien. 832 f.Kr. startade han ett nytt krig mot Urartu och han säkrade därmed gränslandet i Zagrosbergen. 826 f.Kr. bröt ett inbördeskrig ut i Assyrien under Salmanassars son Assur-danin-pal som försökte ta över tronen. Salmanassars son Shamshi-Adad V var den som krossade upproret då Salmanassar III nu var för gammal för att leda en armé i krig. 824 avled Salmanassar slutligen av ålderdom. 
Under sin tid som kung hade Salmanassar III utvidgat det assyriska imperiet och han hade även stärkt dess gränser, särskilt i norr mot Urartu. Trots inbördeskriget i slutet av hans välde kom han ändå att ses som en stark och lyckad assyrisk kung. Under Salmanassar III:s tid omnämns araberna för första gången i historiska källor när de deltar i slaget vid Karkar under kung Gindibu. Det är även de första säkra källorna gällande kamelburet kavalleri.